# 영일루
영일루(迎日樓)는 충청남도 부여군 부여읍 쌍북리, 부소산 동쪽 봉우리에 자리잡고 있는 누각이다. 1984년 5월 17일 충청남도의 문화재자료 제101호로 지정되었다.

## 개요
부여에 있는 부소산 동쪽 봉우리에 자리잡고 있는 누각으로, 이곳에서 보면 멀리 공주 계룡산의 연천봉이 아득히 바라다 보인다.
원래 이곳에는 영일대가 있어서 계룡산 연천봉에서 떠오르는 해를 맞이하던 곳이라고 전한다.
이 건물은 고종 8년(1871)에 당시 홍산 군수였던 정몽화가 지은 조선시대의 관아문이다. 1964년에 지금 있는 자리인 부소산성 안으로 옮겨 세운 뒤, 집홍정이라는 건물의 이름을 영일루라고 고쳐 불렀다.
영일루는 앞면 3칸·옆면 2칸 규모의 2층 누각 건물이며, 지붕은 옆면에서 볼 때 여덟 팔(八)자 모양인 팔작지붕이다. 지붕 처마를 받치기 위해 장식하여 만든 공포는 기둥 위와 기둥 사이에도 있는 다포 양식으로 꾸몄다.
건물 정면에는 ‘영일루’라는 현판이 걸려 있으며, 다른 관아문에 비해 그 규모가 비교적 큰 것이 특징이다.

## 같이 보기
부여 홍산현 관아

## 참고 문헌
- 영일루 - 국가유산청 국가유산포털